# Ной-Лауске

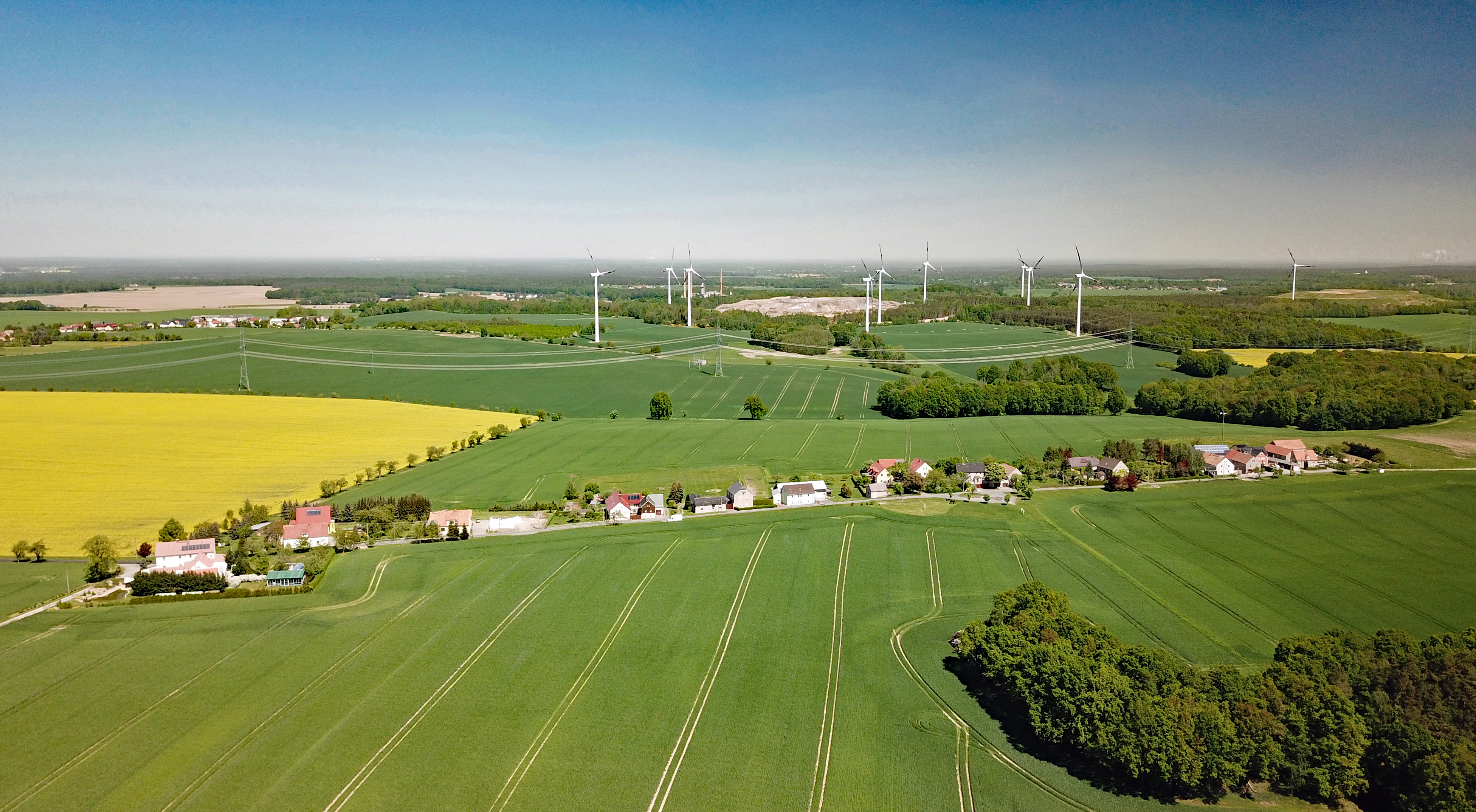

Ной-Ла́уске или Но́вы-Лусч (нем. Neu-Lauske; в.-луж. Nowy Łusč) — деревня в Верхней Лужице, Германия. Входит в состав коммуны Пушвиц района Баутцен в земле Саксония. Подчиняется административному округу Дрезден.
Находится на верхнелужицких сельскохозяйственных угодьях при юго-западной границе лужицкого католического района между деревнями Бачонь (Baćoń, Storcha) коммуны Гёда и Лусч около десяти километров на северо-запад от Будишина.

## История
Основана в первой половине XIX века в качестве фольварка землевладельца, усадьба которого находилась в Лусче.
С 1936 года входит в состав современной коммуны Пушвиц.
В настоящее время деревня входит в состав культурно-территориальной автономии «Лужицкая поселенческая область», на территории которой действуют законодательные акты земель Саксонии и Бранденбурга, содействующие сохранению лужицких языков и культуры лужичан.

## Население
Официальным языком в населённом пункте, помимо немецкого, является также верхнелужицкий язык.
| 1834 | 1871 | 1890 | 2011 |
| ---- | ---- | ---- | ---- |
| 60   | 80   | 65   | 36   |